# Гаммельсгаузен
Гаммельсгаузен (нім. Gammelshausen) — громада в Німеччині, знаходиться в землі Баден-Вюртемберг. Підпорядковується адміністративному округу Штутгарт. Входить до складу району Геппінген.
Площа — 3,31 км2. Населення становить 1417 ос. (станом на 31 грудня 2020).